# Jesse Carmichael
Pour les articles homonymes, voir Carmichael.
Jesse Royal Carmichael, né le 2 avril 1979 à Boulder, Colorado, est un musicien américain membre du groupe Maroon 5.
Avant de jouer du synthétiseur, Jesse est guitariste du premier groupe de ses partenaires de Maroon 5, les Kara's Flower. Après le succès mitigé de leur premier album, The Fourth World, il s'inscrit avec Adam Levine au Five Towns College à Long Island. Il commence alors à jouer du synthétiseur. Levine et Carmichael ne restent qu'un semestre à New York avant de rentrer en Californie.
Rejoint par James Valentine, les membres des Kara's Flowers (Levine, Ryan Dusick, Mickey Madden) forment alors tous les cinq le groupe Maroon 5. Sorti en 2002, leur premier album, Songs About Jane, est quatre fois disque de platine aux États-Unis et deux fois disque d'or en France. Il quitte temporairement le groupe en Mars 2012 afin de se concentrer sur sa carrière en solo.
Jesse adore faire du shopping pour y trouver des vêtements anciens ou des antiquités. C'est le meilleur ami d'Adam Levine.